# Michálkovice
Michálkovice jsou od 24. listopadu 1990 městským obvodem statutárního města Ostravy.

## Historie
První písemná zmínka pochází z 12. září 1440. Obec od počátku náležela těšínským knížatům. Až do roku 1630 byly Michálkovice součástí Slezské Ostravy, ke které se znovu připojily v roce 1714. Název obce je zřejmě odvozen od jména prvních obyvatel. Až do poloviny 19. století se jednalo o výhradně zemědělskou obec.
Rozvoj průmyslu v okolí i nález uhlí na území obce změnil zemědělský ráz vsi. V roce 1843 byla vyhloubena jáma č. 1 (později známá jako jáma Ferdinand) a jáma č. 3 (jáma Michal), v roce 1858 jámy Petr a Pavel, v roce 1868 jáma Jan a v roce 1879 jáma Josef. V letech 1913–1915 byla veškerá těžba uhlí soustředěna na jámu Michal, zatímco zbylé jámy sloužily jako větrací. V roce 1928 byla na jámě Michal zahájena výroba briket.
S rozvojem těžby kamenného uhlí došlo i k nárůstu počtu obyvatelstva, pro které byly společností SDF postaveny hornické kolonie. V blízkosti dolu Michal to byla Stará kolonie, u dolu Petr a Pavel dosud stojí Petrská kolonie (také U Pumpy), na místě zrušené jámy Ferdinand stojí Ferdinandova kolonie.

### Údaje o nárůstu obyvatel
| Rok  | Počet obyvatelstva | Zdroj |
| ---- | ------------------ | ----- |
| 1804 | 164                | [ 3 ] |
| 1843 | 275                | [ 3 ] |
| 1880 | 1557               | [ 3 ] |
| 1900 | 6181               | [ 3 ] |
| 1910 | 6818               | [ 3 ] |
| 2008 | 3113               | [ 3 ] |

V roce 1907 byla založena chlapecká, a v roce 1911 i dívčí česká škola. Vlastní farnosti se obec dočkala roku 1903. Náboženská obec československé církve byla ustanovena v roce 1920, přičemž Husův sbor byl vybudován roku 1927.
Od roku 1849 byly Michálkovice spolu s Kunčičkami a Zámostím připojeny ke Slezské Ostravě. 27. ledna 1866 se osamostatnily. Dne 1. dubna 1907 byly povýšeny na městys. 1. července 1941 byly připojeny k Moravské Ostravě. Od roku 1946 do roku 1960 byly městským obvodem města Ostravy. V letech 1961–1990 byly součástí městského obvodu Slezská Ostrava.

## Symboly
Znak a prapor byly uděleny usnesením Rady města Ostravy č. 3481/88 z 6. září 1994.
Znak
Dělený štít, nahoře vyrůstá půl slezské orlice, dolní polovina zeleno-modře polcena, vpravo zkřížená hornická kladívka a vlevo srp, obojí přirozených barev.
Prapor
Avers opakuje znak, revers tvoří tři vodorovné pruhy, zelený, bílý a modrý.

## Doprava
Na území městské části Michálkovice jezdily v době před první světovou válkou úzkorozchodné tramvaje. Po druhé světové válce se v roce 1954 zastavil provoz na úzkokolejné trati a o rok dříve zde začaly jezdit trolejbusy. Michálkovice jsou obsluhovány těmito linkami veřejné dopravy:
23 Hranečník - Rychvald, rozcestí - Bohumín, Záblatí, střed
49 Poruba, Opavská - (Křižíkova) - Sad Boženy Němcové - Michálkovice
97 Hranečník - Michálkovice - Petřvald, pošta - Michálkovice - Hranečník
104 Náměstí Republiky - Michálkovice
111 Hlavní Nádraží - Michálkovice (noční linka)
Blízko centra Michálkovic se v letech 1863 až 1999 nacházela železniční stanice Michálkovice, sloužila však pouze nákladní dopravě.

## Pamětihodnosti
- Kostel Nanebevzetí Panny Marie
- Národní kulturní památka Důl Michal